# Pilopogon africanus
Pilopogon africanus är en bladmossart som beskrevs av Brotherus in Mildbraed 1910. Pilopogon africanus ingår i släktet Pilopogon och familjen Dicranaceae. Inga underarter finns listade i Catalogue of Life.